# Ronald de Boer
Ronald de Boer, właśc. Ronaldus de Boer (wym. [ˈroːnɐldʏs ˈroːnɐlt də ˈbur]; ur. 15 maja 1970 w Hoorn) – holenderski piłkarz występujący na pozycji ofensywnego pomocnika, gracz roku 1994 i 1996 w Holandii. Brat bliźniak Franka de Boera.

## Kluby
Profesjonalną karierę sportową rozpoczynał w klubie AFC Ajax w sezonie 1988/1989. Wcześniej grał w amatorskim klubie VV de Zouaven w Grootebroek. W pierwszym roku występów w Ajaxie rozegrał tylko jedno spotkanie i strzelił jedną bramkę. W Ajaxie spędził w sumie 11 lat z małymi przerwami w sezonie 1991/1992 i 1992/1993 (runda wiosenna) kiedy występował w zespole FC FC Twente. W FC Twente rozegrał 49 spotkań i strzelił 22 bramki. W Ajaxie w lidze rozegrał 224 mecze strzelając 50 bramek.
W sezonie 1998/1999 przeniósł się do Barcelony, ale wystąpił tylko w 33 spotkaniach w ciągu dwóch lat, strzelając tylko jedną bramkę, nie spełniając pokładanych w nim nadziei w roku 2000 przeniósł się do Rangers.
W zespole ze stolicy Szkocji szybko się zaaklimatyzował strzelając w pierwszym roku występów 7 bramek w 26 meczach. Na wyspach spędził 4 sezony zagrał w lidze w 99 spotkaniach zakończył występy z kontem 32 bramek. Przyczynił się tym samym do wywalczenia wielu trofeów.
W 2004 roku wyjechał na sportową emeryturę do Kataru gdzie występował w zespołach Ar-Rajjan i Al-Shamal.

## Trofea
Z Ajaxem wywalczył 5 tytułów Mistrza Holandii w sezonach 1989/1990, 1993/1994, 1994/1995, 1995/1996, 1997/1998; 2 Puchary Holandii w sezonach 1992/1993 i 1997/1998; 3 Superpuchary Holandii w sezonach 1992/1993, 1993/1994 i 1994/1995;
W europejskich pucharach zdobył z Ajaxem najcenniejsze trofeum klubowe w Europie Puchar Mistrzów w sezonie 1994/1995, Superpuchar w 1996 roku oraz Puchar Interkontynentalny w roku 1995.
W Szkocji wygrał ligę 2002/2003, zdobył po 2 razy Puchar Szkocji i Ligi Szkockiej w sezonach 2001/2002 i 2002/2003.

## Reprezentacja
W reprezentacji debiutował 24 marca 1993 roku w meczu z San Marino. Rozegrał 65 meczów i strzelił 13 bramek. Wystąpił dwa razy na Mistrzostwach Świata: Stany Zjednoczone 1994 i Francja 1998.
Występował także na Mistrzostwach Europy w roku 1996 w Anglii i Belgii/Holandii 2000.
Po raz ostatni w reprezentacji narodowej wystąpił 2 kwietnia 2003 roku w wygranym przez Holandię meczu z Mołdawią (1:2) w meczu eliminacji mistrzostw Europy w Portugalii 2004.

## Kariera
| Sezon   | Klub         | Rozgrywki                         | Mecze | Bramki |
| ------- | ------------ | --------------------------------- | ----- | ------ |
| 1987/88 | AFC Ajax     | Eredivisie                        | 1     | 1      |
| 1988/89 | AFC Ajax     | Eredivisie                        | 17    | 5      |
| 1989/90 | AFC Ajax     | Eredivisie                        | 20    | 7      |
| 1990/91 | AFC Ajax     | Eredivisie                        | 14    | 1      |
| 1991/92 | FC Twente    | Eredivisie                        | 33    | 11     |
| 1992/93 | FC Twente    | Eredivisie                        | 16    | 11     |
| 1992/93 | AFC Ajax     | Eredivisie                        | 15    | 5      |
| 1993/94 | AFC Ajax     | Eredivisie                        | 28    | 5      |
| 1994/95 | AFC Ajax     | Eredivisie                        | 25    | 5      |
| 1995/96 | AFC Ajax     | Eredivisie                        | 30    | 7      |
| 1996/97 | AFC Ajax     | Eredivisie                        | 28    | 5      |
| 1997/98 | AFC Ajax     | Eredivisie                        | 31    | 7      |
| 1998/99 | AFC Ajax     | Eredivisie                        | 15    | 2      |
| 1998/99 | FC Barcelona | Primera División                  | 13    | 0      |
| 1999/00 | FC Barcelona | Primera División                  | 12    | 3      |
| 2000/01 | Rangers      | Scottish Premier League           | 17    | 6      |
| 2001/02 | Rangers      | Scottish Premier League           | 24    | 7      |
| 2002/03 | Rangers      | Scottish Premier League           | 33    | 16     |
| 2003/04 | Rangers      | Scottish Premier League           | 15    | 1      |
| 2004/05 | Ar-Rajjan    | liga katarska                     | ?     | 3      |
| 2005/06 | Al-Shamal    | liga katarska                     | ?     | 5      |
|         |              | Łącznie w Eredivisie              | 273   | 72     |
|         |              | Łącznie w Primera Division        | 25    | 3      |
|         |              | Łącznie w Scottish Premier League | 90    | 31     |
|         |              | Łącznie w lidze katarskiej        | ?     | 8      |